# Форж де ля Провіданс
Форж де ля Провіданс (фр. Forges de la Providence — «Кузні Провіданса», повна назва — «Анонімне товариство прокатних станів, кузень, ливарень і заводів Провіданса» (фр. Société Anonyme des laminoirs, forges, fonderies et usines de la Providence)) — колишня бельгійська металургійна компанія зі штаб-квартирою в комуні Марш'єн-о-Пон (з 1977 року в межах міста Шарлеруа) в регіоні Ено. Підприємства компанії були розташовані у 3 населених пунктах — комунах Марш'єн-о-Пон в Бельгії і Реон та Отмон у Франції. Була заснована 1838 року. Існувала до 1966 року, коли вона була поглинута компанією «Кокеріль-Угре» з утворенням нової компанії — «Кокеріль-Угре-Провіданс». У 1979 році «Форж де ля Провіданс» перейшла до «Ті-Марсінель і Провіданс», у 1980 році — до «Ено-Самбр» і, врешті-решт, у 1981 році — до «Кокеріль-Самбр».
Компанія «Форж де ля Провіданс» у 1898 році заснувала акціонерне товариство «Російський Провіданс», яке на території України заснувало кілька промислових підприємств — Маріупольський металургійний завод і кілька шахт.

## Історія
Акціонерне товариство, точніше, так зване анонімне товариство прокатних станів, кузень, ливарень і заводів Провіданса було засновано у 1838 році у Марш'єн-о-Пон Клементом-Жозефом Дельбрюйєром (фр. Clément-Joseph Delbruyère) і братами Едмоном і Жулєм Пюссан (фр. Edmond et Jules Puissant) за участі англійця Томаса Бонхілла (англ. Thomas Bonehill), який знайомив місцевих заводчиків з тогочасними технічними іноваціями. Родина Пюссан була однією з тих, що до того протягом поколінь володіла металургійними печами для виробки заліза на сході сучасної Валлонії між Маасом і Самбром. Товариство було створено для збору коштів для будівництва коксової доменної печі. На той час вже існувало товариство «la société le grand laminoir de la Providence», що належало Пюссанам і Бонхіллу і було засноване 1836 року.
У 1843 році компанія вирішила побудувати ще один металургійний завод у місті Отмон на півночі Франції, неподалік від кордону з Бельгією. Завод будувався з метою виробництва листового прокату й рейок в очікуванні замовлень для будівництва французьких залізниць. У 1866 році компанія заснувала ще один завод у місті Реон на півночі Франції.
У 1898 р. заснувала акціонерне товариство «Російський Провіданс», яке на території України (у передмісті тодішнього Маріуполя) заснувало металургійний завод «Російський Провіданс», а також шахту на території сучасної Макіївки і кар'єр біля Кривого Рогу.
Акціонерне товариство «Форж де ля Провіданс» залишалося окремою компанію до 1966 року, коли його було приєднано до однієї з провідних бельгійських груп «Кокеріль-Угре» з Льєжу з утворенням нової компанії — «Кокеріль-Угре-Провіданс». На той час «Форж де ля Провіданс» була основним виробником сталі в місті Марш'єн-о-Пон, крім того, їй належали 2 металургійні заводи на півночі Франції, а також 6 інших важливих дочірніх компаній у Франції. Раціоналізація наприкінці 1970-х призвела до передачі у 1979 році підприємств, що колись належали «Провідансу», від компанії «Кокеріль-Угре-Провіданс» до компанії «Ті-Марсінель і Монсо» («ТММ»), що базувалася в Шарлеруа. Але і сама «ТММ», яка перетворилася на «Ті-Марсінель і Провіданс», 1980 року стала частиною «Ено-Самбр», і в 1981 році — частиною «Кокеріль-Самбр». Так «Провіданс» знову опинилася в складі своєї старої материнської компанії «Кокеріль».

## Металургійні заводи компанії
Французькі металургійні заводи компанії «Провіданс» були закриті у 1980-х роках, бельгійський завод, після зміни кількох власників наприкінці 1990-х — початку 2000-х років, було закрито у 2012 році, хоча окремі його цехи стали припиняти роботу ще у 2008 році.

### Завод у Марш'єн-о-Пон
50°24′32.19″ пн. ш. 4°25′24.96″ сх. д. / 50.4089417° пн. ш. 4.4236000° сх. д.

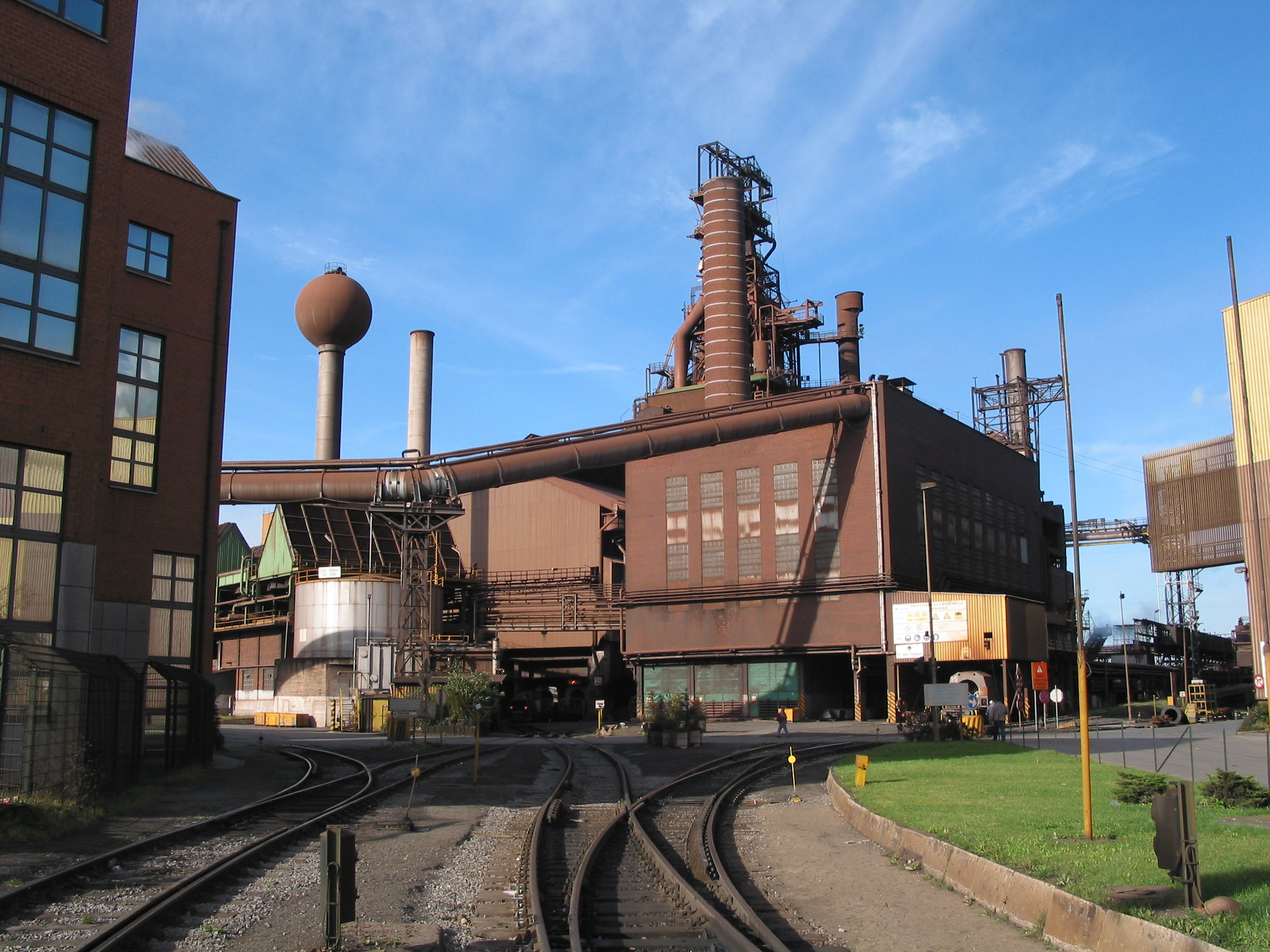
Завод у Марш'єн-о-Пон. Фото 2005 року.

Завод було засновано у 19 столітті. Понад 100 років він належав компанії «Форж де ля Провіданс» — весь час її існування й з 1979 року він належав компаніям «Кокеріль-Угре-Провіданс», «Ті-Марсінель і Провіданс», «Ено-Самбр», «Кокеріль-Самбр», поки у 1999 році не був проданий французькій компанії Usinor. У 2001 році на базі заводу було створено компанію «Carsid», що стала частиною люксембурзької компанії «Duferco». З 2006 року завод належав спільній бельгійсько-російській компанії «Carsid-Sif», створеному за участі групи НЛМК з Новолипецька. У 2008 році було закрито спочатку коксохімічний завод компанії і незабаром зупинено єдину на заводі доменну піч № 4, що перебувала після того в простої протягом 3 років, поки у 2011 році співпраця з групою НЛМК було припинено. У 2012 році компанія «Duferco» заявила, що доменний цех заводу відновлювати роботу не буде, після чого було звільнено близько 1000 працівників.

### Завод у Отмон-сюр-Самбр
Завод було відкрито у 1843 році. Першу доменну піч задуто у 1845 році, інші було побудовано у 1853, 1855, 1890 і 1905 роках. У 1910—1914 роках проведено модернизацію підприємства, однак під час Першої світової війни воно зазнало руйнації. Реконструкція після війни проводилася за рахунок німецьких репарацій. У 1921 році побудовано новий прокатний цех. Під час Другої світової війни завод майже не постраждав. У 1985 році завод було закрито. Залишки заводу демонтовано у 1995 році.

### Завод у Реоні
49°30′02″ пн. ш. 5°45′01″ сх. д. / 49.50056° пн. ш. 5.75028° сх. д.

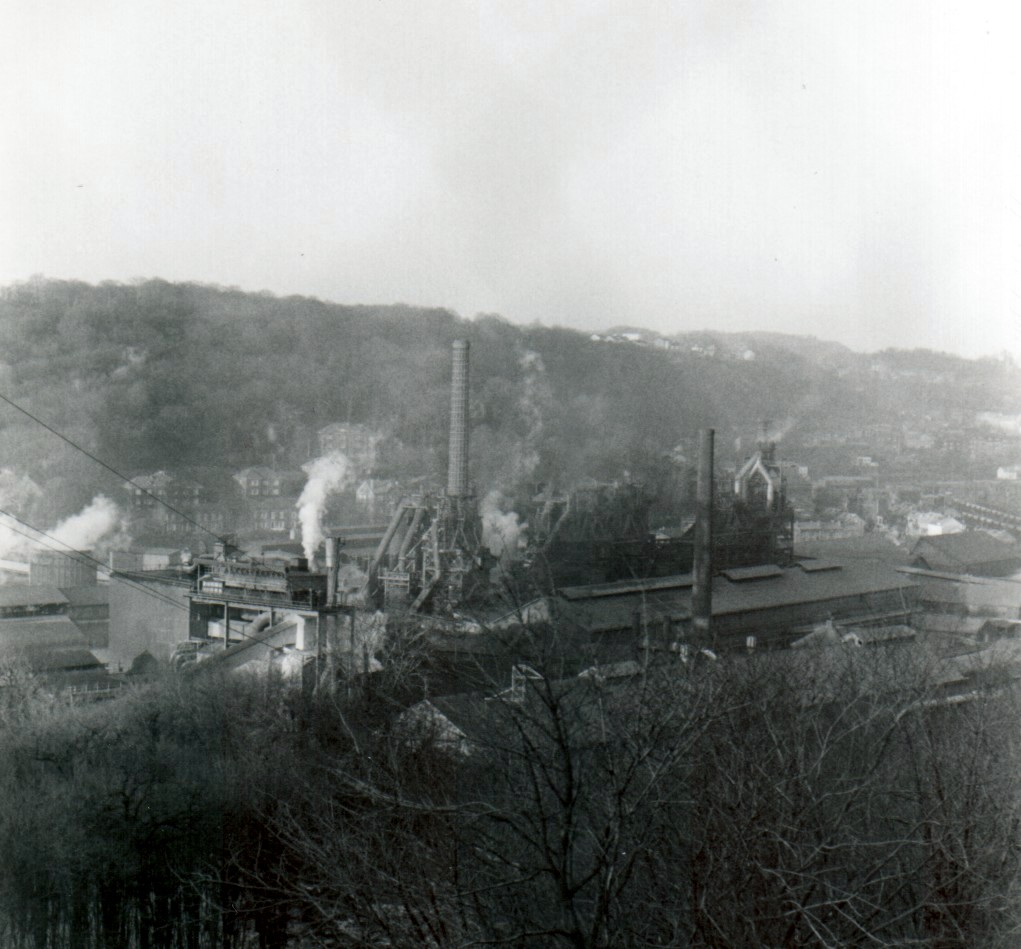
Завод «Провіданс» у Реоні. Фото 1978 року.

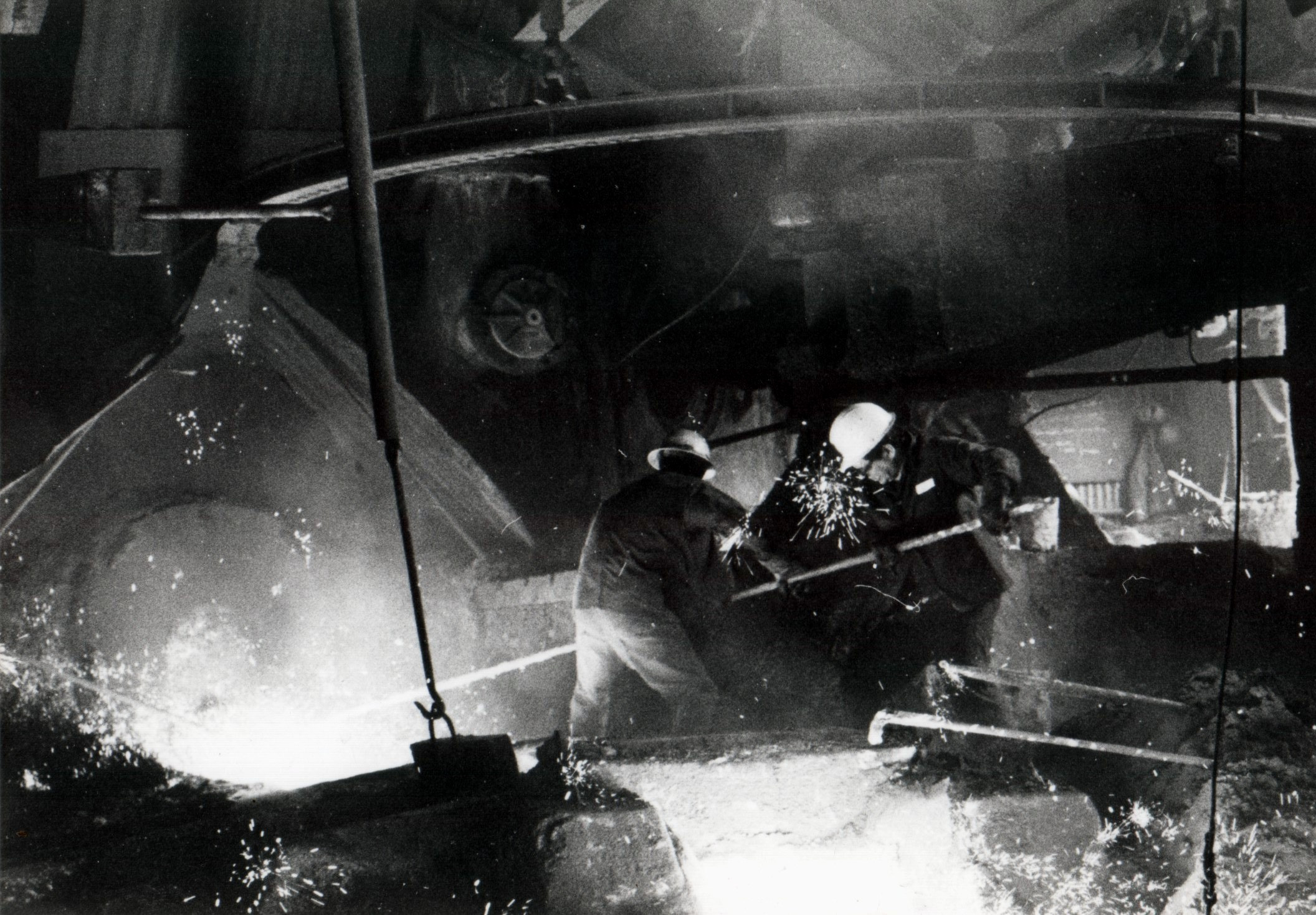
Завод «Провіданс» у Реоні. Біля доменної печі під час випуску чавуну. Фото 1978 року.

Будівництво заводу було розпочато у 1865 році і відкрито у 1866 році, коли було задуто першу доменну піч. У 1867 році задуто другу доменну піч. Завод працював виключно на виробництво чавуну. У 1911 році для виробництва сталі відкрито томасівський цех. У 1914 році на 3 доменних печах заводу було виплавлено 180 000 т чавуну. Під час Першої світової війни завод не працював. У 1955 році на 5 доменних печах виробництво чавуну становило 516 000 т на рік. Завод спеціалізувався на випуску якісної сталі. У 1966 році він перейшов до компанії «Кокеріль-Угре». Після зміни кількох власників завод в решті решт наприкінці 1970-х років став власністтю компанії «Usinor». 30 липня 1987 року проведено останню плавку сталі, після чого звод був закритий і згодом демонтований.

## Виноски
1. 1 2 3  Архів преси XX століття — 1908.
2. 1 2 3   Cockerill Sambre Group. // Th. Derdak, A. Hast. International Directory of Company Histories. Valume 4. St. James Press, 1991. Page 51. (англ.)
3. 1 2   Pasinomie, ou collection complète des lois, décrets, arrêtés et réglements généraux qui peuvent être invoqués en Belgique, 3 (French) , 1838, No.477, 11 Juin 1838, pp. 255–259; No. 933, 7 Décembre 1838, pp. 445–447
4. 1 2   Adriaan Linters (1986). Industria: architecture industrielle en Belgique. Mauad Editora Ltda. pp. 30–31. (фр.) (нім.) (англ.)
5. ↑   Ensemble métallurgique des forges et fonderies de la Providence, puis Cockerill Ougrée Providence, puis Cockerill Sambre à Hautmont. www.patrimoine-de-france.org (French) .
6. ↑   La Providence - Réhon (France). www.industrie.lu (French) .
7. ↑   Marcinelle: les 1000 travailleurs de Carsid fixés sur leur sort. nhatquanglan1.0catch.com. RTBF. 12.09.2012. Процитовано 13 листопада 2020. (фр.)